# Fuenterrobles
Fuenterrobles és un municipi del País Valencià situat a la comarca de la Plana d'Utiel.

## Geografia
El terme municipal de Fuenterrobles està situat al nord-oest de la comarca; té una superfície de 49,50 km² i està format principalment per dos valls o canals que tenen el seu origen en els plans de Camporrobles. Pel sector meridional, la séquia Madre travessa el terme d'oest a est.
Pel sector est del terme s'alça la serra de Bicuerca, amb altures superiors als mil metres, entre les quals destaquen els vèrtexs geodèsics del Cerro Pelado (986 m), la Talaia del Sabinar (923 m) i el Bicuerca (1.116 m).
Limita amb Camporrobles, Caudete de las Fuentes, Utiel, Venta del Moro i Villargordo del Cabriol.

## Història
L'origen de la vila es remunta a l'edat del bronze (segles III i II aC), com ho demostren els jaciments ibers, amb restes de ceràmica, trobats a la cova dels Arendes del Cid. Igualment s'hi trobaren restes de ceràmica romana. El municipi va pertànyer a la província de Conca fins a l'any 1851, quan es va produir la delimitació de les províncies espanyoles i passà a formar part de la de València, juntament amb tota la comarca, tal com esta havia sol·licitat al Govern.

## Demografia
La seua població, igual que a la resta de municipis de l'interior, ha patit, al llarg del present segle, un significatiu retrocés, amb emigració de població jove cap a les comarques costaneres i els focus industrials de València i la Plana de Castelló.
| 1990 | 1992 | 1994 | 1996 | 1998 | 2000 | 2002 | 2004 | 2006 | 2007 | 2016 |
| ---- | ---- | ---- | ---- | ---- | ---- | ---- | ---- | ---- | ---- | ---- |
| 798  | 739  | 731  | 711  | 719  | 728  | 706  | 737  | 734  | 731  | 690  |

## Economia
L'economia de Fuenterrobles s'ha basat tradicionalment en l'agricultura. La major part dels cultius són de secà: blat, ordi, civada, olivera i vinya. Les hectàrees de terres regades amb aigua de pous i deus tenen com a cultius les hortalisses.

## Política i govern

### Composició de la Corporació Municipal
El Ple de l'Ajuntament està format per 7 regidors. En les eleccions municipals de 26 de maig de 2019 foren elegits 4 regidors d'Esquerra Unida del País Valencià-Seguimos Adelante (EUPV), 2 del Partit Popular (PP), i 1 del Partit Socialista del País Valencià (PSPV-PSOE).
| Eleccions municipals de 26 de maig de 2019 - Fuenterrobles                                                                     |                                          |                                     |                                     |      |          |          |
| Candidatura | Candidatura                              | Candidatura                         | Cap de llista                       | Vots | Vots     | Regidors |
| | Esquerra Unida-Seguimos Adelante         |                                     | Adrián Álvarez Díaz                 | 201  | 46,53%   | 4 (+1)   |
| | Partit Popular                           |                                     | José María Hernández Martínez       | 143  | 33,10%   | 2 ()     |
| | Partit Socialista del País Valencià-PSOE |                                     | Alejandro José Torres Torres        | 83   | 19,21%   | 1 (-1)   |
| | Vots en blanc                            |                                     |                                     | 5    | 1,16%    |          |
| Total vots vàlids i regidors                                                                                                   | Total vots vàlids i regidors             | Total vots vàlids i regidors        | Total vots vàlids i regidors        | 432  | 100 %    | 7        |
| | Vots nuls                                | Vots nuls                           | Vots nuls                           | 2    | 0,46%    |          |
| Participació (vots vàlids més nuls)                                                                                            | Participació (vots vàlids més nuls)      | Participació (vots vàlids més nuls) | Participació (vots vàlids més nuls) | 434  | 82,98%** |          |
| Abstenció | Abstenció                                | Abstenció                           | Abstenció                           | 89*  | 17,02%** |          |
| Total cens electoral | Total cens electoral                     | Total cens electoral                | Total cens electoral                | 523* | 100 %**  |          |
| Alcalde: Adrián Álvarez Díaz (EUPV) (15/06/2019) Per majoria absoluta dels vots dels regidors (4 vots d'EUPV)                  |                                          |                                     |                                     |      |          |          |
| Fonts: JEC, JEZ Requena, M. Interior, Periòdic Ara. (* No són vots sinó electors. ** Percentatge respecte del cens electoral.) |                                          |                                     |                                     |      |          |          |

### Alcaldia
Des de 2019 l'alcalde de Fuenterrobles és Adrián Álvarez Díaz, d'Esquerra Unida del País Valencià-Seguimos Adelante (EUPV).
| Període                       | Alcalde o alcaldessa      | Partit polític | Data de possessió | Observacions |
| ----------------------------- | ------------------------- | -------------- | ----------------- | ------------ |
| 1979–1983                     | Eloy Chaves Alcalá        | PCE            | 19/04/1979        | --           |
| 1983–1987                     | Gregorio Pérez Moya       | PCE-PCPV       | 28/05/1983        | --           |
| 1987–1991                     | Luis Pérez Latorre        | AP             | 30/06/1987        | --           |
| 1991–1995                     | Héctor Monteagudo Viana   | PSPV-PSOE      | 15/06/1991        | --           |
| 1995–1999                     | Héctor Monteagudo Viana   | PSPV-PSOE      | 17/06/1995        | --           |
| 1999–2003                     | Héctor Monteagudo Viana   | PSPV-PSOE      | 03/07/1999        | --           |
| 2003–2007                     | Héctor Monteagudo Viana   | PSPV-PSOE      | 14/06/2003        | --           |
| 2007–2011                     | Estefanía Berlanga García | EUPV-Verds-IR  | 16/06/2007        | --           |
| 2011–2015                     | Estefanía Berlanga García | EUPV           | 11/06/2011        | --           |
| 2015–2019                     | Estefanía Berlanga García | EUPV           | 13/06/2015        | --           |
| 2019-2023                     | Adrián Álvarez Díaz       | EUPV           | 15/06/2019        | --           |
| Des de 2023                   | n/d                       | n/d            | 17/06/2023        | --           |
| Fonts: Generalitat Valenciana |                           |                |                   |              |

## Monuments
- Església de Santiago Apòstol. Va ser edificada en 1757.
- Torre de telegrafia òptica de Fuenterrobles.

## Festes i celebracions
- La Candelaria. El 2 de febrer se celebren les festes en honor de la patrona del poble, la Verge de les Caneles. L'acte més destacat és la processó de la Coca, com a ofrena a la Mare de Déu. Consta de dos parts: la coca pròpiament dita i els pins. La coca, de forma circular, està feta amb torró elaborat amb ametla, rovell d'ou i sucre. A més, es dibuixen sobre ella adorns amb bombons, anisets, confits, etc. La coca s'acompanya dels pins, realitzats també amb torró, però de pinyó en lloc d'ametla. Els pins, de forma cònica, es col·loquen sobre unes varetes metàl·liques al voltant de la coca, la qual és repartida entre els veïns que prèviament han abonat la seua porció. Cada any, la coca s'elabora en una casa distinta del poble.

- Los Mayos. La nit del 30 d'abril, totes les fadrines del poble són rondades pels quintos. El cant únic davant de cada finestra és "el mayo", espècie de declaració amorosa que té una finalitat especial en les parelles que es troben en fase de "prefesteig", ja que encara que es canta a totes les dones fadrines, en el cas de les xiquetes té un paper merament simbòlic i ritual, així com en el cas de les xiques amb nóvio.

- Romiatge a la Cova Santa. La Verge de la Cova és per a Fuenterrobles la protectora de la collita. El seu romiatge congrega un bon nombre de veïns el segon diumenge de maig, que peregrinen fins a la cova, situada a 15 km del poble en un dels barrancs del riu Cabriol, una zona de difícil accés, circumstància que fa que l'entorn estiga ben conservat. El romiatge consta de dos parts, una religiosa, en la qual se celebra una missa en l'exterior de la cova i una més lúdica consistent en un esmorzar de tots els veïns que dona pas a la música i els balls populars.

- Dia del meló. El dia 15 d'agost té lloc una celebració en la qual els fuenterroblencs organitzen una eixida als afores del poble per a fer un dinar al camp.

- Festes Patronals. Durant la segona quinzena d'agost tenen lloc les festes més importants del poble, en honor de Santiago Apòstol i els santillos, és a dir, els sants de la Pedra.